# Pittosporum aliferum
Pittosporum aliferum är en tvåhjärtbladig växtart som beskrevs av C. Tirel och J.-m. Veillon. Pittosporum aliferum ingår i släktet Pittosporum och familjen Pittosporaceae. Inga underarter finns listade.